# Люльсфельд
Люльсфельд (нім. Lülsfeld) — громада в Німеччині, розташована в землі Баварія. Підпорядковується адміністративному округу Нижня Франконія. Входить до складу району Швайнфурт. Складова частина об'єднання громад Герольцгофен.
Площа — 11,20 км2. Населення становить 830 ос. (станом на 31 грудня 2020).